# Nordijska kombinacija na Zimskih olimpijskih igrah 1998

## Moški

### Posamično
13. februarja je potekalo tekmovanje v teku na 15 km in 14. v smučarskih skokih.
Roman Perko je na 15 km teku končal na 33. in v smučarskih skokih na 46. mestu ter se skupno uvrstil na 41. mesto.
| Medalja | Tekmovalec              | Čas     |
| Zlato   | Bjarte Engen Vik (NOR)  | 41:21.1 |
| Srebro  | Samppa Lajunen (FIN)    | 41:48.6 |
| Bron    | Valerij Stoljarov (RUS) | 41:49.3 |
| ...     |                         |         |
| 41.     | Roman Perko (SLO)       | 49:07.4 |

### Ekipno
19. februarja je potekalo tekmovanje na 4 x 5 km štafeti in 20. v smučarskih skoki.
| Medalja | Ekipa                                                                            | Čas     |
| Zlato   | Norveška (Halldor Skard, Kenneth Braaten, Bjarte Engen Vik, Fred Børre Lundberg) | 54:11.5 |
| Srebro  | Finska (Samppa Lajunen, Jari Mantila, Tapio Nurmela, Hannu Manninen)             | 55:30.4 |
| Bron    | Francija (Sylvain Guillaume, Nicolas Bal, Ludovic Roux, Fabrice Guy)             | 55:53.4 |